# منتخب صربيا تحت 18 سنة لهوكي الجليد للرجال
منتخب صربيا تحت 18 سنة لهوكي الجليد للرجال هو ممثل صربيا الرسمي في المنافسات الدولية في هوكي الجليد تحت 18 سنة.